# Antonio Jasso
Antonio Jasso  (1935. március 11. – 2013. június 26.) válogatott mexikói labdarúgó, csatár.

## Pályafutása
A Club América játékosa volt.
Tagja volt az 1962-es chilei világbajnokságon részt vevő mexikói válogatottnak.